# Австрийская Польша

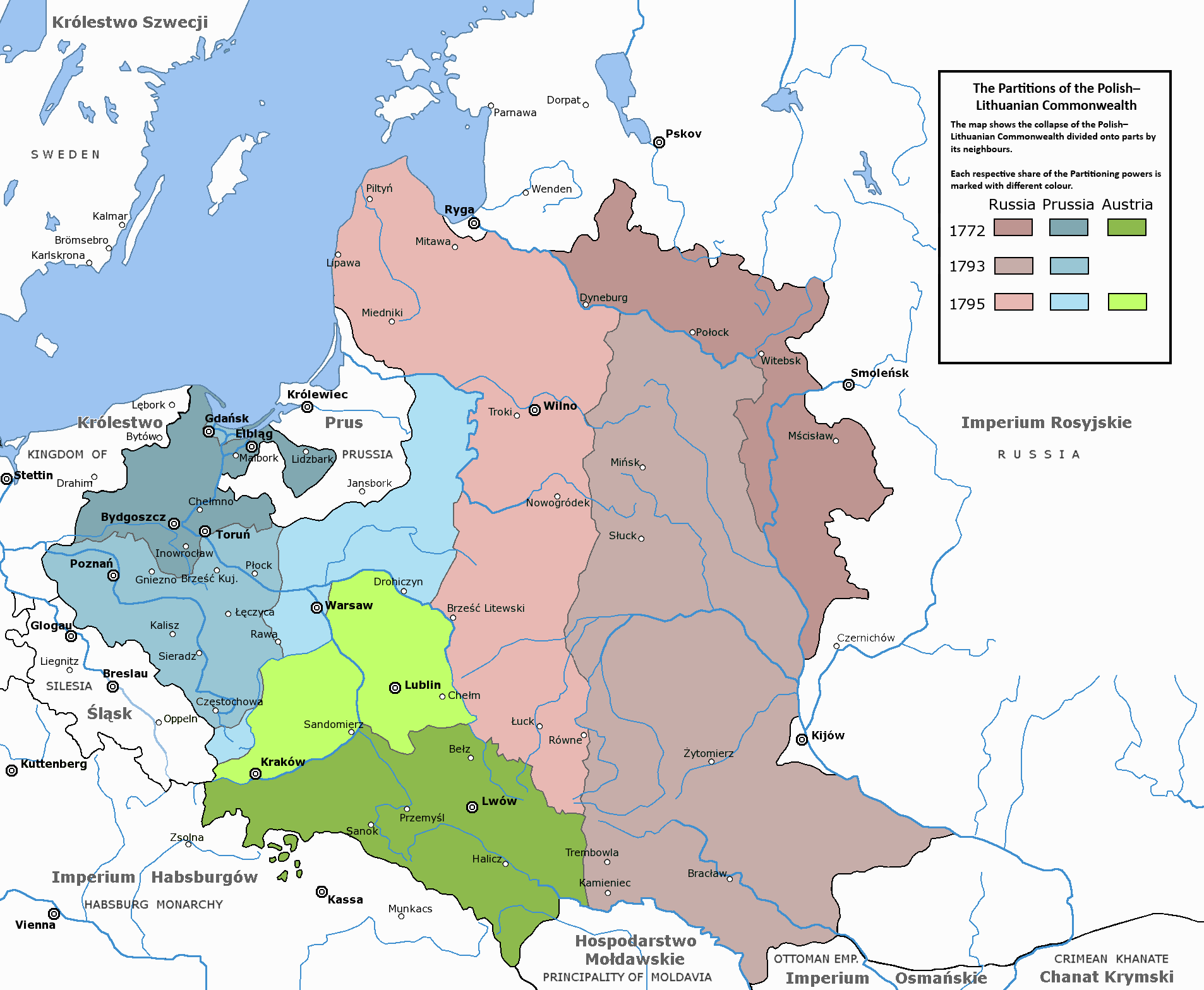
Разделы Речи Посполитой

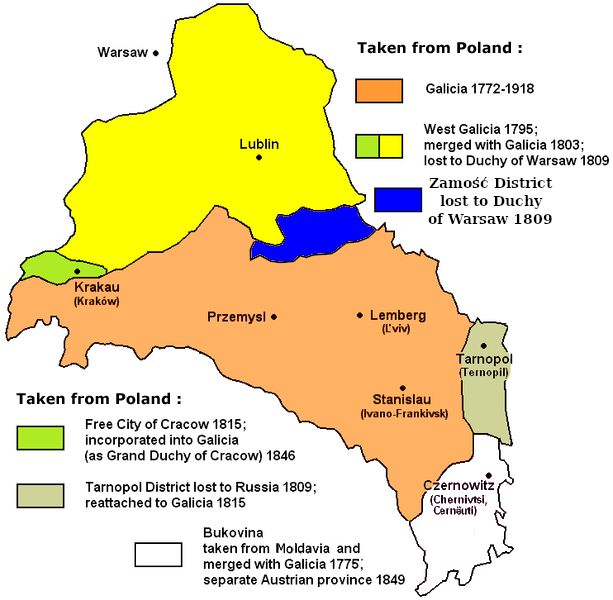
Территориальных изменений Галиции, 1772—1918

Австрийская Польша, также «Австрийский Раздел» (Austrian Partition) или «Австрийский Сектор» (Austrian Sector) — бывшие владения Речи Посполитой, перешедшие к Австрийской империи в результате Первого раздела Речи Посполитой (1772 год) и Третьего раздела Речи Посполитой (1795 год).
В результате первого раздела Польши Австрия получила наибольшую долю бывшего польского населения и второй по величине земельный надел (около 83 000 км² и более 2,65 млн человек). Австрия не участвовала во втором разделе, а в третьем она получила около 47 000 км² с населением 1,2 млн человек. В целом, Австрия получила около 18 % территории бывшей Речи Посполитой (около 130 000 км²) и около 32 % населения (3,85 млн человек). Большую часть австрийского сектора составлял регион Галиция.

## История

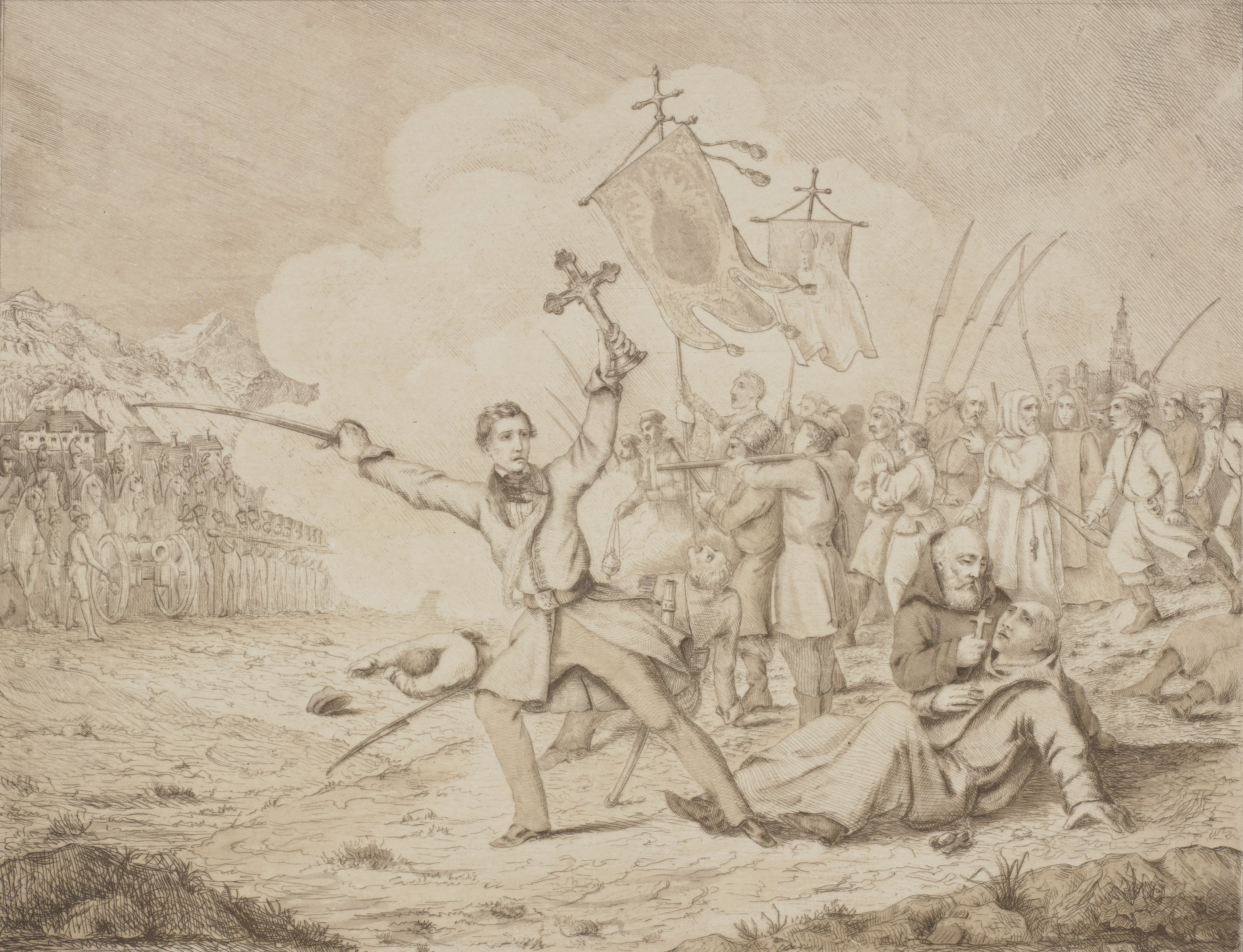
Эдуард Дембовский во главе Краковского восстания 27 февраля 1846 года

В результате Первого раздела Речи Посполитой к Австрийской империи отошли Затор и Освенцим, часть Малой Польши, включающая южную часть Краковского и Сандомирского воеводств, а также части Бельского воеводства и вся Галиция (Червонная Русь) без города Кракова. Австрия получила, в частности, богатые соляные шахты в Бохне и Величке. В общей сложности австрийские приобретения составили 83 тыс. км² и 2 млн 600 тыс. человек. Столицей новой австрийской провинции, названной «Королевство Галиции и Лодомерии», был назначен город Львов.
В результате Третьего раздела Речи Посполитой (1795 год) под власть Австрийской империи перешел Краков и часть Малой Польши между Пилицей, Вислой и Бугом, часть Подляшья и Мазовии, общей площадью 47 тысяч км², и с населением 1,2 млн человек. Суммарно австрийские приобретения по количеству населения были на втором месте после России.
Среди наиболее важных событий в истории австрийской Польши — создание в 1807 году Варшавского герцогства, протектората наполеоновской империи Франции под эгидой саксонского короля и последовавшая война Варшавского герцогства с Австрией, в результате которой Краков и Львов были на какое-то время отвоеваны у Австрии. Герцогство просуществовало до 1813 года, когда оно было захвачено войсками Шестой коалиции. По решениям Венского конгресса бо́льшая часть герцогства была присоединена к Российской империи как автономное Царство Польское, часть территории, в частности Галиция, была возвращена Австрии.

## Общественная жизнь
На протяжении большей части XIX века, австрийское правительство не шло навстречу своим польским подданным. Позиция австрийских властей заключалась в том, что «патриот — это предатель, если только он не патриот австрийского императора». Однако в начале XX-го века — как раз перед началом первой Мировой Войны и распадом Австро-Венгрии — из всех польских земель, Австрийская Польша имела больше местной автономии. Местная власть, Губернская комиссия (пол. Komisja Gubernialna), имела заметное локальное влияние, польский язык был признан официальным региональным языком на польской земле, и использовался в школах; польские организации имели некоторую свободу действий, и польские партии могли формально участие в австро-венгерской политике. В рамках политики «разделяй и властвуй» австрийские власти поощряли развитие украинских организаций на землях австрийской Польши. С 1848 года украинские партии были допущены к участию в австро-венгерской политике.
В 1861 году был создан краевой сейм Галиции для решения вопросов местной жизни королевства. Он собирался на основании указа австрийского императора раз в год во Львове. Исполнительным органом сейма был краевой комитет (пол. Wydzial Krajowy)..
Самоуправление осуществлялось посредством сейма, уездных советов и выделов (комитетов), и деревенских советов («рада громадска»). На сейм в Вену Галиция посылала 63 депутата, из которых 23 — мелкие собственники. Уездные советы состояли из 26 членов, избираемых на 3 года. Избирательная система была такова, что поляки, которые доминировали среди крупных землевладельцев и промышленников, всегда имели большинство. Краков и Львов имели городские думы и особое самоуправление. Языком управления и сейма был польский.
В 1907 году, в городе Самбор представителями древних русинских (украинских) родов Нижанковских, Гординских, Силецких, Борковских, Погорецких, Кульчицких — Цмайлов была создана шляхетская организация «Товариство руської шляхти»., которая в 1938 году была переименована в товарищество «Украинской шляхты им. Петра Конашевича-Сагайдачного» (укр. Української шляхти ім. Петра Конашевича-Сагайдачного). В 2002 году потомки старинных шляхетских и казацких родов Галичины и всей Украины возродили деятельность этого товарищества.

## Экономика
В экономическом отношении Галиция была обширным, но постоянно испытывающий трудности регионом с неэффективным сельским хозяйством и слабой промышленностью, считавшимся самым бедным из трёх разделённых частей Речи Посполитой. Венское правительство воспринимало территорию наименее приоритетным для инвестиций и развития.
Образование было обязательным до достижения 12-летнего возраста, но это требование часто игнорировалось. В 1900 г. 60% населения деревни (в возрасте от 12 лет и старше) не умели ни читать, ни писать В период с 1850 по 1914 год, по оценкам, около 1 млн. чел. из Галиции (в основном поляки) эмигрировали в США.
Бедность в австрийской Галиции по сей день сохранилась в польском языке как выражение безнадежности: пословицы bieda galicyjska или nędza galicyjska).

## Административное деление
Австрийская империя разделила бывшие территории Речи Посполитой на следующие административные единицы:
- Королевство Галиции и Лодомерии — с 1772 по 1918 год.
- Западная Галиция — с 1795 до 1809 г.
- Вольный город Краков — с 1815 по 1846 г.

Двумя важнейшими и крупнейшими городами австрийской Польши были Краков и Львов.